# Geni Guimarães
Geni Guimarães (São Manuel, 8 de septiembre de 1947) es una poetisa y escritora brasileña.
Nació en una fazenda (granja o finca) en las cercanías de la localidad de São Manuel, a 260 km al oeste de la ciudad de São Paulo.
Cuando era niña se mudó con sus padres a otra granja, cerca de Barra Bonita (a 35 km al norte de São Manuel), donde todavía vive y da clases.
Inició su carrera literaria en la adolescencia, cuando empezó a enviar colaboraciones a los dos periódicos de Barra Bonita ―Debate Regional y Jornal da Barra―, publicando poesías, crónicas y cuentos.
En 1979 publicó su primer libro, Terceiro filho (‘tercer hijo’).
En los años ochenta se acercó al grupo Quilombhoje, que la introdujo en el movimiento negro.
Sus obras empezaron a reflejar un enfoque cultural afrobrasileño.
Escribió cuentos para la revista Cadernos Negros y en 1989 publicó la novela A cor da ternura (el color de la ternura’), por la que recibió el premio Adolfo Aisen.
Su libro para niños A cor de ternura enfatiza una identidad positiva para los niños y jóvenes negros.
Ha participado en varias antologías poéticas, como Antologia Contemporânea da Poesia Negra Brasileira, A Razão da Chama, O Negro Escrito y Finally us - Contemporary black brazilian women writers (1994).
La revista alemana IKA publicó sus poemas.

## Premios
En 1989 recibió el premio Adolfo Aisen por su novela A cor da ternura.
En 1990 recibió el Premio Jabuti (autor revelación).
En 1991 la UBE-RJ (União Brasileira de Escritores de Río de Janeiro) le otorgó una mención especial.

## Obras

### Poesía
- 1979: Terceiro filho. Bauru: Jalovi.
- 1981: Da flor o afeto, da pedra o protesto. Barra Bonita: edición de la autora.
- 1993: Balé das emoções. Barra Bonita: edición de la autora.

### Cuentos
- 1988: Leite do peito. São Paulo: Fundação Nestlé de Cultura.
- 2001: Leite do peito (reedición revisada y ampliada). Belo Horizonte: Mazza Edições.
- 1989: A cor da ternura. São Paulo: Editora FTD. (1998: 12.ª edición).

### Literatura infantil
- 1995: A dona das folhas. Aparecida: Editora Santuário.
- 1995: O rádio de Gabriel. Aparecida: Editora Santuário.
- 1998: Aquilo que a mãe não quer. Barra Bonita: edición de la autora.